# بروس كوك
بروس كوك (24 أكتوبر 1914 بأورانج في أستراليا - 2 يناير 1981) (بالإنجليزية: Bruce Cook)‏ هو لاعب كريكت أسترالي.

## وصلات خارجية
- بروس كوك على موقع إي آس بي آن كريك إنفو (الإنجليزية)